# مسیحیان پنهان

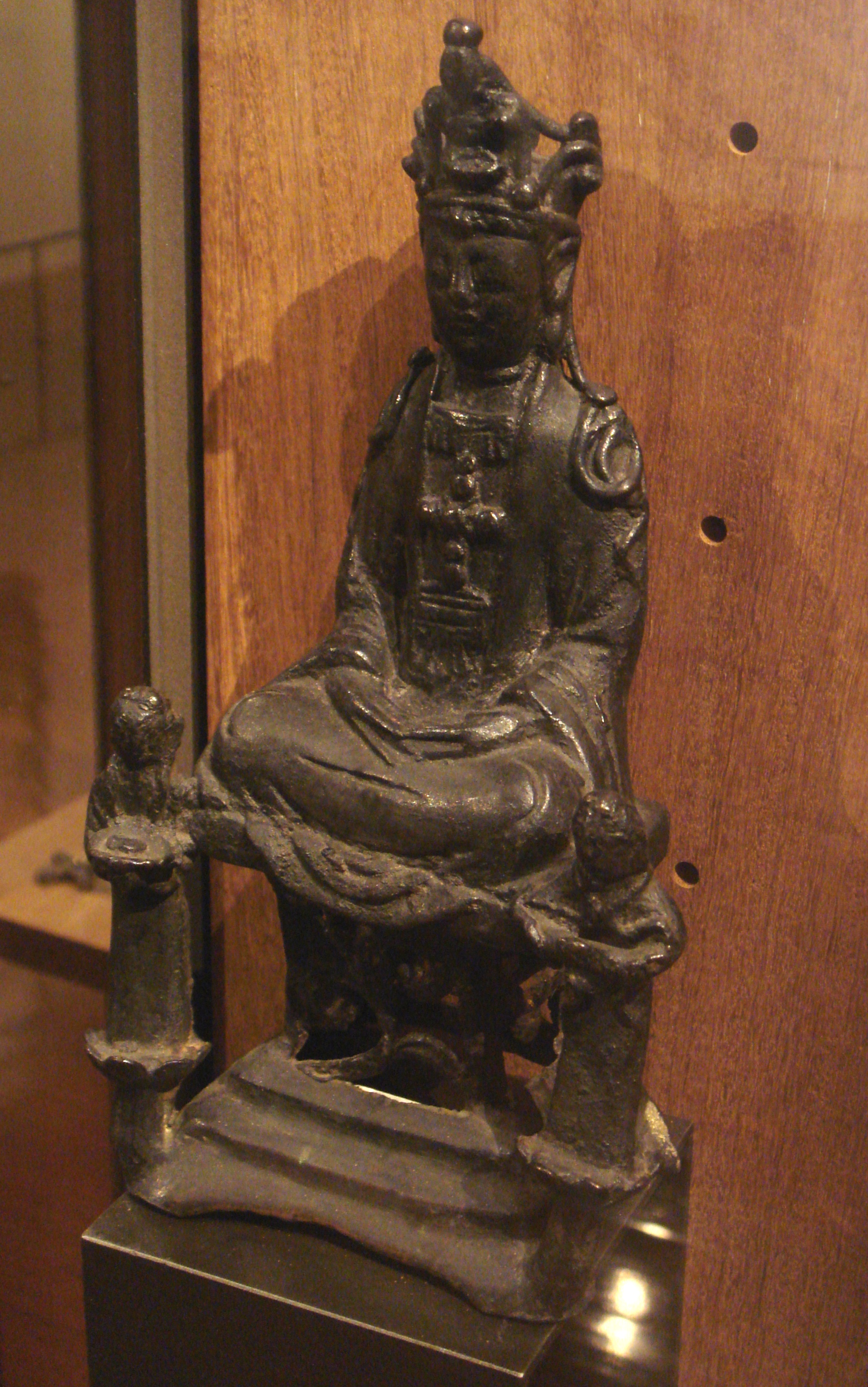

مسیحیان پنهان (به ژاپنی: 隠れキリシタン Kakure Kirishitan) یک اصطلاح مدرن برای اعضای ژاپنی کلیسای کاتولیک در طول دوره ادو است که پس از شورش شیمابارا در دههٔ ۱۶۳۰ به‌طور مخفیانه بر دین خود باقی ماندند.